# L'inganno felice
L'inganno felice er en opera i én akt af Gioachino Rossini til en libretto af Giuseppe Maria Foppa.
Værket blev uropført på Teatro San Moisè i Venedig den 8. januar 1812 og blev en øjeblikkelig succes. Ved udgangen af årtiet var det blevet opført i teatre i hele Italien samt i Paris og London. Efter denne triumf modtog Rossini bestilling på yderligere tre operaer af lederen af Teatro San Moisè.

## Genrebetegnelsen
Rossini kaldte L'inganno felice en "farsa", men som Richard Osborne forklarer i New Grove Dictionary of Opera: "Dens betegnelse som en farsa er vildledende i lyset af dens semiseria-karakter som et romantisk melodrama med buffoelementer". Værket har meget til fælles med franske revolutionære operaer som Luigi Cherubinis Les deux journées.

## Roller
| Rolle          | Stemmetype          | Originalbesætning, 8. januar 1812 (Dirigent: -) |
| -------------- | ------------------- | ----------------------------------------------- |
| Isabella       | Sopran              | Teresa Giorgi-Belloc                            |
| Duca Bertrando | Tenor               | Raffaele Monelli                                |
| Batone         | Bas (eller baryton) | Filippo Galli                                   |
| Tarabotto      | Bas                 | Luigi Raffanelli                                |
| Ormondo        | Bas (eller baryton) | Vincenzo Venturi                                |

## Synopsis
Baggrund: Den skurkagtige Ormondo var forelsket i Isabella, der var lykkeligt gift med Hertug Bertrando. Da hun afviste hans tilnærmelser, spredte Ormondo onde rygter om hendes omdømme og bestak Batone til at sætte hende ud i en båd på havet. Men hun blev reddet af en lokal minearbejder, Tarabotto, som derefter forklædte hende som sin niece, Nisa.
Handling: Operaen starter ti år senere. Hertug Bertrando skal til at besøge minerne. Isabella, der stadig elsker sin mand, afslører endelig sin sande identitet for Tarabotto, der lover at hjælpe hende. Hertugen ankommer med Ormondo og Batone. Hertugen er stadig forelsket i sin kone, selv om han tror rygterne om, at hun var ham utro. Batone øje på "Nisa" og indser, at hun er Isabella i forklædning. Han planlægger sammen med Ormondo at bortføre hende om natten, men Tarabotto overhører deres plan. De to skurke afsløres, før de kan kidnappe Isabella, som afslører den sande historie ved at vise alle sit hertugindetøj og et portræt af hertugen, hun har beholdt. Bertrando og Isabella er genforenet.

## Diskografi
- Annick Massis, Raúl Giménez, Rodney Gilfry, Pietro Spagnoli, Lorenzo Regazzo, Le Concert des Tuileries, dirigent: Marc Minkowski (Erato, 1997)